# 向山古墳 (松阪市)
向山古墳（むかいやまこふん）は、三重県松阪市嬉野下之庄町・小野町にある古墳。形状は前方後方墳。国の史跡に指定されている。

## 概要
三重県中部、中村川右岸の丘陵端部頂に築造された古墳である。1914年（大正3年）に埋葬施設の発掘が実施されている。
墳形は前方後方形で、墳丘主軸を東西方向として前方部を東方に向ける。墳丘は2段築成。墳丘外表では葺石が検出され、壺形土器の出土も知られるが、埴輪は認められていない。埋葬施設は後方部中央における粘土槨1基で、棺の主軸を墳丘主軸と斜交する。大正期の発掘では、副葬品として粘土槨内から鏡3面のほか碧玉製の車輪石・石釧・筒形石製品などが検出されている。
この向山古墳は、古墳時代前期の4世紀後半頃の築造と推定される。周辺では本古墳のほかにも前方後方墳として西山1号墳・筒野1号墳・錆山古墳の築造が知られており、古墳時代前期の中勢地方の特質として理解される。特に、これらの古墳が阿坂山周辺に分布することから阿坂山を信仰対象とする在地性集団の存在が想定され、続く古墳時代中期の大型前方後円墳の築造（池の谷古墳・宝塚1号墳）に見えるヤマト王権への従属化と対比する説が挙げられている。
古墳域は1975年（昭和50年）に国の史跡に指定されている。

## 遺跡歴
- 1914年（大正3年）、発掘。副葬品の出土[1]。
- 1973年（昭和48年）、土取りで後方部の一部が崩壊[4]。
- 1975年（昭和50年）6月26日、国の史跡に指定[6]。

## 墳丘
墳丘の規模は次の通り（近年の測量調査に基づく値）。
- 墳丘長：82.2メートル
- 後方部 - 2段築成。
  - 長さ（南北）：40.0メートル
  - 幅（東西）：46.0メートル
  - 高さ：6.0メートル
- 前方部 - 2段築成。
  - 長さ：35.4メートル
  - 幅：36.4メートル
  - 高さ：5.6メートル

墳丘長に関して、かつては71.4メートルという値が知られたが、現在では上記の値に修正される。

## 出土品
1914年（大正3年）の発掘で検出された副葬品は次の通り。
- 粘土槨内
  - 鏡 3 - いずれも小型仿製鏡[4]。3面とは別に大型鏡が存在したとする報告もあるが現在は散逸[1]。
    - 重圏文鏡 1 - 面径6.2センチメートル。
    - 内行花文鏡 1 - 面径6.9センチメートル。
    - 変形獣帯鏡 1

  - 刀身 1
  - 碧玉製車輪石 3
  - 碧玉製石釧 11
  - 碧玉製筒形石製品 2
- 粘土槨外
  - 槍身 3

車輪石・石釧・筒形石製品は粘土槨内両側壁から出土している。現在では、鏡・車輪石・石釧・筒形石製品は東京国立博物館で保管されている。

## 文化財

### 国の史跡
- 向山古墳 - 1975年（昭和50年）6月26日指定[6]。

## 関連施設
- 東京国立博物館（東京都台東区） - 向山古墳の出土品等を保管。